# Férfi röplabdatorna a 2012. évi nyári olimpiai játékokon
A 2012. évi nyári olimpiai játékokon a férfi röplabdatornát július 29. és augusztus 12. között rendezték. A tornán 12 nemzet csapata vett részt. A tornát az orosz csapat nyerte, amely története során először lett olimpiai bajnok.

## Résztvevők
| Kvalifikáció módja                     | Dátum                                | Helyszín                              | Kvóta | Nemzet                                                   |
| -------------------------------------- | ------------------------------------ | ------------------------------------- | ----- | -------------------------------------------------------- |
| Rendező                                | —                                    | —                                     | 1     | Nagy-Britannia (GBR)                                     |
| 2011-es férfi röplabda-világkupa       | 2011. november 20– 2011. december 4. | Japán                                 | 3     | Oroszország (RUS) · Lengyelország (POL) · Brazília (BRA) |
| Afrikai olimpiai selejtezőtorna        | 2012. január 17–21.                  | Yaoundé, Kamerun                      | 1     | Tunézia (TUN)                                            |
| Észak-amerikai olimpiai selejtezőtorna | 2012. május 7–12.                    | Long Beach, Amerikai Egyesült Államok | 1     | Egyesült Államok (USA)                                   |
| Európai olimpiai selejtezőtorna        | 2012. május 8–13.                    | Szófia, Bulgária                      | 1     | Olaszország (ITA)                                        |
| Dél-amerikai olimpiai selejtezőtorna   | 2012. május 11–13.                   | Almirante Brown, Argentína            | 1     | Argentína (ARG)                                          |
| 1. olimpiai selejtezőtorna             | 2012. június 1–10.                   | Tokió, Japán                          | 1     | Szerbia (SRB)                                            |
| Ázsiai olimpiai selejtezőtorna         | 2012. június 1–10.                   | Tokió, Japán                          | 1     | Ausztrália (AUS)                                         |
| 2. olimpiai selejtezőtorna             | 2012. június 8–10.                   | Berlin, Németország                   | 1     | Németország (GER)                                        |
| 3. olimpiai selejtezőtorna             | 2012. június 8–10.                   | Szófia, Bulgária                      | 1     | Bulgária (BUL)                                           |
| Összesen                               | Összesen                             | Összesen                              | 12    |                                                          |

## Eredmények
A csapatok két darab hatcsapatos csoportot alkottak, amelyekben a csapatok körmérkőzéseket játszottak. A csoportokból az első négy helyezett jutott tovább a negyeddöntőbe, ahonnan egyenes kieséses rendszerben folytatódott a torna.
A mérkőzések kezdési időpontjai helyi idő szerint, zárójelben magyar idő szerint olvashatóak.

### Csoportkör
| Színmagyarázat                                              |
| ----------------------------------------------------------- |
| A csoportok első négy helyezettje bejutott a negyeddöntőbe. |
| A csoportok ötödik és hatodik helyezettjei kiestek.         |

#### A csoport
|                      |      | Mérkőzések | Mérkőzések | Szettek | Szettek | Szettek | Pontok | Pontok | Pontok |
| Csapat               | Pont | Gy         | V          | Sz+     | Sz–     | SzA     | P+     | P–     | PA     |
| -------------------- | ---- | ---------- | ---------- | ------- | ------- | ------- | ------ | ------ | ------ |
| Bulgária (BUL)       | 12   | 4          | 1          | 13      | 4       | 3,250   | 407    | 390    | 1,044  |
| Lengyelország (POL)  | 9    | 3          | 2          | 11      | 7       | 1,571   | 433    | 374    | 1,158  |
| Argentína (ARG)      | 9    | 3          | 2          | 10      | 7       | 1,429   | 382    | 367    | 1,041  |
| Olaszország (ITA)    | 8    | 3          | 2          | 10      | 9       | 1,111   | 426    | 413    | 1,031  |
| Ausztrália (AUS)     | 7    | 2          | 3          | 8       | 10      | 0,800   | 395    | 397    | 0,995  |
| Nagy-Britannia (GBR) | 0    | 0          | 5          | 0       | 15      | 0,000   | 274    | 376    | 0,729  |

| 2012. július 29. 9:30 (10:30) | Nagy-Britannia (GBR)              | 0–3 | Bulgária (BUL) | Earls Court Exhibition Centre, London Nézőszám: 14 000 Játékvezető: Vang Ning (CHN), Tano Akihiko (JPN) |
| 2012. július 29. 9:30 (10:30) | (18–25, 20–25, 24–26) Jegyzőkönyv |     |                | Earls Court Exhibition Centre, London Nézőszám: 14 000 Játékvezető: Vang Ning (CHN), Tano Akihiko (JPN) |

| 2012. július 29. 14:45 (15:45) | Ausztrália (AUS)                  | 0–3 | Argentína (ARG) | Earls Court Exhibition Centre, London Nézőszám: 11 500 Játékvezető: Nasr Shaaban (EGY), Susana Rodriguez (ESP) |
| 2012. július 29. 14:45 (15:45) | (21–25, 22–25, 20–25) Jegyzőkönyv |     |                 | Earls Court Exhibition Centre, London Nézőszám: 11 500 Játékvezető: Nasr Shaaban (EGY), Susana Rodriguez (ESP) |

| 2012. július 29. 20:00 (21:00) | Olaszország (ITA)                        | 1–3 | Lengyelország (POL) | Earls Court Exhibition Centre, London Nézőszám: 15 000 Játékvezető: Rolando Cholakian (ARG), Zorica Bjelić (SRB) |
| 2012. július 29. 20:00 (21:00) | (25–21, 20–25, 23–25, 14–25) Jegyzőkönyv |     |                     | Earls Court Exhibition Centre, London Nézőszám: 15 000 Játékvezető: Rolando Cholakian (ARG), Zorica Bjelić (SRB) |

| 2012. július 31. 11:40 (12:40) | Lengyelország (POL)                      | 1–3 | Bulgária (BUL) | Earls Court Exhibition Centre, London Nézőszám: 11 300 Játékvezető: Andrej Zenovics (RUS), Tano Akihiko (JPN) |
| 2012. július 31. 11:40 (12:40) | (22–25, 27–29, 25–13, 23–25) Jegyzőkönyv |     |                | Earls Court Exhibition Centre, London Nézőszám: 11 300 Játékvezető: Andrej Zenovics (RUS), Tano Akihiko (JPN) |

| 2012. július 31. 14:45 (15:45) | Olaszország (ITA)                        | 3–1 | Argentína (ARG) | Earls Court Exhibition Centre, London Nézőszám: 12 500 Játékvezető: Ibrahim Al-Naama (QAT), Frans Loderus (NED) |
| 2012. július 31. 14:45 (15:45) | (25–17, 21–25, 25–17, 25–23) Jegyzőkönyv |     |                 | Earls Court Exhibition Centre, London Nézőszám: 12 500 Játékvezető: Ibrahim Al-Naama (QAT), Frans Loderus (NED) |

| 2012. július 31. 20:00 (21:00) | Nagy-Britannia (GBR)              | 0–3 | Ausztrália (AUS) | Earls Court Exhibition Centre, London Nézőszám: 14 000 Játékvezető: Georgios Karampetsos (GRE), Rogerio Espicalsky (BRA) |
| 2012. július 31. 20:00 (21:00) | (15–25, 18–25, 20–25) Jegyzőkönyv |     |                  | Earls Court Exhibition Centre, London Nézőszám: 14 000 Játékvezető: Georgios Karampetsos (GRE), Rogerio Espicalsky (BRA) |

| 2012. augusztus 2. 11:30 (12:30) | Ausztrália (AUS)                  | 0–3 | Bulgária (BUL) | Earls Court Exhibition Centre, London Nézőszám: 12 000 Játékvezető: Vang Ning (CHN), Andrej Zenovics (RUS) |
| 2012. augusztus 2. 11:30 (12:30) | (23–25, 21–25, 22–25) Jegyzőkönyv |     |                | Earls Court Exhibition Centre, London Nézőszám: 12 000 Játékvezető: Vang Ning (CHN), Andrej Zenovics (RUS) |

| 2012. augusztus 2. 16:45 (17:45) | Lengyelország (POL)               | 3–0 | Argentína (ARG) | Earls Court Exhibition Centre, London Nézőszám: 13 000 Játékvezető: Georgios Karampetsos (GRE), Ibrahim Al-Naama (QAT) |
| 2012. augusztus 2. 16:45 (17:45) | (25–18, 25–20, 25–16) Jegyzőkönyv |     |                 | Earls Court Exhibition Centre, London Nézőszám: 13 000 Játékvezető: Georgios Karampetsos (GRE), Ibrahim Al-Naama (QAT) |

| 2012. augusztus 2. 22:00 (23:00) | Nagy-Britannia (GBR)              | 0–3 | Olaszország (ITA) | Earls Court Exhibition Centre, London Nézőszám: 11 500 Játékvezető: Rogerio Espicalsky (BRA), Mohamed Shaaban (EGY) |
| 2012. augusztus 2. 22:00 (23:00) | (19–25, 16–25, 20–25) Jegyzőkönyv |     |                   | Earls Court Exhibition Centre, London Nézőszám: 11 500 Játékvezető: Rogerio Espicalsky (BRA), Mohamed Shaaban (EGY) |

| 2012. augusztus 4. 11:30 (12:30) | Nagy-Britannia (GBR)              | 0–3 | Lengyelország (POL) | Earls Court Exhibition Centre, London Nézőszám: 14 900 Játékvezető: Ibrahim Al-Naama (QAT), Georgios Karampetsos (GRE) |
| 2012. augusztus 4. 11:30 (12:30) | (16–25, 19–25, 18–25) Jegyzőkönyv |     |                     | Earls Court Exhibition Centre, London Nézőszám: 14 900 Játékvezető: Ibrahim Al-Naama (QAT), Georgios Karampetsos (GRE) |

| 2012. augusztus 4. 14:45 (15:45) | Ausztrália (AUS)                                | 2–3 | Olaszország (ITA) | Earls Court Exhibition Centre, London Nézőszám: 11 500 Játékvezető: Andrej Zenovics (RUS), Rogerio Espicalsky (BRA) |
| 2012. augusztus 4. 14:45 (15:45) | (25–21, 25–18, 21–25, 14–25, 13–15) Jegyzőkönyv |     |                   | Earls Court Exhibition Centre, London Nézőszám: 11 500 Játékvezető: Andrej Zenovics (RUS), Rogerio Espicalsky (BRA) |

| 2012. augusztus 4. 20:30 (21:30) | Argentína (ARG)                          | 3–1 | Bulgária (BUL) | Earls Court Exhibition Centre, London Nézőszám: 14 500 Játékvezető: Frans Loderus (NED), Tano Akihiko (JPN) |
| 2012. augusztus 4. 20:30 (21:30) | (25–18, 21–25, 25–19, 25–20) Jegyzőkönyv |     |                | Earls Court Exhibition Centre, London Nézőszám: 14 500 Játékvezető: Frans Loderus (NED), Tano Akihiko (JPN) |

| 2012. augusztus 6. 9:30 (10:30) | Ausztrália (AUS)                         | 3–1 | Lengyelország (POL) | Earls Court Exhibition Centre, London Nézőszám: 12 000 Játékvezető: Rogerio Espicalsky (BRA), Andrej Zenovics (RUS) |
| 2012. augusztus 6. 9:30 (10:30) | (25–21, 25–22, 18–25, 25–22) Jegyzőkönyv |     |                     | Earls Court Exhibition Centre, London Nézőszám: 12 000 Játékvezető: Rogerio Espicalsky (BRA), Andrej Zenovics (RUS) |

| 2012. augusztus 6. 14:45 (15:45) | Olaszország (ITA)                 | 0–3 | Bulgária (BUL) | Earls Court Exhibition Centre, London Nézőszám: 14 000 Játékvezető: Tano Akihiko (JPN), Hóbor Béla (HUN) |
| 2012. augusztus 6. 14:45 (15:45) | (30–32, 20–25, 19–25) Jegyzőkönyv |     |                | Earls Court Exhibition Centre, London Nézőszám: 14 000 Játékvezető: Tano Akihiko (JPN), Hóbor Béla (HUN) |

| 2012. augusztus 6. 16:45 (17:45) | Nagy-Britannia (GBR)              | 0–3 | Argentína (ARG) | Earls Court Exhibition Centre, London Nézőszám: 13 750 Játékvezető: Denny Lassi (DOM), Zorica Bjelić (SRB) |
| 2012. augusztus 6. 16:45 (17:45) | (18–25, 18–25, 15–25) Jegyzőkönyv |     |                 | Earls Court Exhibition Centre, London Nézőszám: 13 750 Játékvezető: Denny Lassi (DOM), Zorica Bjelić (SRB) |

#### B csoport
|                        |      | Mérkőzések | Mérkőzések | Szettek | Szettek | Szettek | Pontok | Pontok | Pontok |
| Csapat                 | Pont | Gy         | V          | Sz+     | Sz–     | SzA     | P+     | P–     | PA     |
| ---------------------- | ---- | ---------- | ---------- | ------- | ------- | ------- | ------ | ------ | ------ |
| Egyesült Államok (USA) | 13   | 4          | 1          | 14      | 4       | 3,500   | 427    | 370    | 1,154  |
| Brazília (BRA)         | 11   | 4          | 1          | 13      | 5       | 2,600   | 418    | 379    | 1,103  |
| Oroszország (RUS)      | 11   | 4          | 1          | 12      | 5       | 2,400   | 408    | 352    | 1,159  |
| Németország (GER)      | 5    | 2          | 3          | 6       | 11      | 0,545   | 379    | 388    | 0,977  |
| Szerbia (SRB)          | 5    | 1          | 4          | 7       | 13      | 0,538   | 413    | 455    | 0,908  |
| Tunézia (TUN)          | 0    | 0          | 5          | 1       | 15      | 0,067   | 294    | 395    | 0,744  |

| 2012. július 29. 11:30 (12:30) | Oroszország (RUS)                 | 3–0 | Németország (GER) | Earls Court Exhibition Centre, London Nézőszám: 12 500 Játékvezető: Simone Santi (ITA), Frans Loderus (NED) |
| 2012. július 29. 11:30 (12:30) | (31–29, 25–18, 25–17) Jegyzőkönyv |     |                   | Earls Court Exhibition Centre, London Nézőszám: 12 500 Játékvezető: Simone Santi (ITA), Frans Loderus (NED) |

| 2012. július 29. 16:45 (17:45) | Egyesült Államok (USA)            | 3–0 | Szerbia (SRB) | Earls Court Exhibition Centre, London Nézőszám: 12 000 Játékvezető: Hóbor Béla (HUN), Denny Lassi (DOM) |
| 2012. július 29. 16:45 (17:45) | (25–17, 25–22, 25–21) Jegyzőkönyv |     |               | Earls Court Exhibition Centre, London Nézőszám: 12 000 Játékvezető: Hóbor Béla (HUN), Denny Lassi (DOM) |

| 2012. július 29. 22:00 (23:00) | Brazília (BRA)                    | 3–0 | Tunézia (TUN) | Earls Court Exhibition Centre, London Nézőszám: 10 000 Játékvezető: Ibrahim Al-Naama (QAT), Brian McDougall (GBR) |
| 2012. július 29. 22:00 (23:00) | (25–17, 25–21, 25–18) Jegyzőkönyv |     |               | Earls Court Exhibition Centre, London Nézőszám: 10 000 Játékvezető: Ibrahim Al-Naama (QAT), Brian McDougall (GBR) |

| 2012. július 31. 9:30 (10:30) | Szerbia (SRB)                            | 3–1 | Tunézia (TUN) | Earls Court Exhibition Centre, London Nézőszám: 10 500 Játékvezető: Denny Cespedes (DOM), Jose Velez (PUR) |
| 2012. július 31. 9:30 (10:30) | (25–15, 25–21, 20–25, 25–18) Jegyzőkönyv |     |               | Earls Court Exhibition Centre, London Nézőszám: 10 500 Játékvezető: Denny Cespedes (DOM), Jose Velez (PUR) |

| 2012. július 31. 16:45 (17:45) | Egyesült Államok (USA)            | 3–0 | Németország (GER) | Earls Court Exhibition Centre, London Nézőszám: 13 000 Játékvezető: Mohamed Shaaban (EGY), Rolando Cholakian (ARG) |
| 2012. július 31. 16:45 (17:45) | (25–23, 25–16, 25–20) Jegyzőkönyv |     |                   | Earls Court Exhibition Centre, London Nézőszám: 13 000 Játékvezető: Mohamed Shaaban (EGY), Rolando Cholakian (ARG) |

| 2012. július 31. 22:00 (23:00) | Brazília (BRA)                    | 3–0 | Oroszország (RUS) | Earls Court Exhibition Centre, London Nézőszám: 14 800 Játékvezető: Hóbor Béla (HUN), Vang Ning (CHN) |
| 2012. július 31. 22:00 (23:00) | (25–21, 25–23, 25–21) Jegyzőkönyv |     |                   | Earls Court Exhibition Centre, London Nézőszám: 14 800 Játékvezető: Hóbor Béla (HUN), Vang Ning (CHN) |

| 2012. augusztus 2. 9:30 (10:30) | Szerbia (SRB)                                   | 2–3 | Németország (GER) | Earls Court Exhibition Centre, London Nézőszám: 14 000 Játékvezető: Hóbor Béla (HUN), Rolando Cholakian (ARG) |
| 2012. augusztus 2. 9:30 (10:30) | (25–22, 29–27, 18–25, 20–25, 18–20) Jegyzőkönyv |     |                   | Earls Court Exhibition Centre, London Nézőszám: 14 000 Játékvezető: Hóbor Béla (HUN), Rolando Cholakian (ARG) |

| 2012. augusztus 2. 14:45 (15:45) | Oroszország (RUS)                 | 3–0 | Tunézia (TUN) | Earls Court Exhibition Centre, London Nézőszám: 13 000 Játékvezető: Tano Akihiko (JPN), Mitchell Davidson (CAN) |
| 2012. augusztus 2. 14:45 (15:45) | (25–21, 25–15, 25–23) Jegyzőkönyv |     |               | Earls Court Exhibition Centre, London Nézőszám: 13 000 Játékvezető: Tano Akihiko (JPN), Mitchell Davidson (CAN) |

| 2012. augusztus 2. 20:00 (21:00) | Brazília (BRA)                           | 1–3 | Egyesült Államok (USA) | Earls Court Exhibition Centre, London Nézőszám: 11 500 Játékvezető: Frans Loderus (NED), Jose Mercao (PUR) |
| 2012. augusztus 2. 20:00 (21:00) | (25–23, 25–27, 19–25, 17–25) Jegyzőkönyv |     |                        | Earls Court Exhibition Centre, London Nézőszám: 11 500 Játékvezető: Frans Loderus (NED), Jose Mercao (PUR) |

| 2012. augusztus 4. 9:30 (10:30) | Németország (GER)                 | 3–0 | Tunézia (TUN) | Earls Court Exhibition Centre, London Nézőszám: 11 000 Játékvezető: Brian McDougall (GBR), Denny (Lassi (DOM) |
| 2012. augusztus 4. 9:30 (10:30) | (25–15, 25–16, 25–16) Jegyzőkönyv |     |               | Earls Court Exhibition Centre, London Nézőszám: 11 000 Játékvezető: Brian McDougall (GBR), Denny (Lassi (DOM) |

| 2012. augusztus 4. 17:10 (18:10) | Oroszország (RUS)                              | 3–2 | Egyesült Államok (USA) | Earls Court Exhibition Centre, London Nézőszám: 13 650 Játékvezető: Hóbor Béla (HUN), Rolando Cholakian (ARG) |
| 2012. augusztus 4. 17:10 (18:10) | (27–29, 19–25, 26–24, 25–16, 15–8) Jegyzőkönyv |     |                        | Earls Court Exhibition Centre, London Nézőszám: 13 650 Játékvezető: Hóbor Béla (HUN), Rolando Cholakian (ARG) |

| 2012. augusztus 4. 22:00 (23:00) | Brazília (BRA)                                 | 3–2 | Szerbia (SRB) | Earls Court Exhibition Centre, London Nézőszám: 11 000 Játékvezető: Vang Ning (CHN), Simone Santi (ITA) |
| 2012. augusztus 4. 22:00 (23:00) | (22–25, 25–15, 20–25, 25–22, 15–9) Jegyzőkönyv |     |               | Earls Court Exhibition Centre, London Nézőszám: 11 000 Játékvezető: Vang Ning (CHN), Simone Santi (ITA) |

| 2012. augusztus 6. 11:30 (12:30) | Oroszország (RUS)                 | 3–0 | Szerbia (SRB) | Earls Court Exhibition Centre, London Nézőszám: 12 000 Játékvezető: Rolando Cholakian (ARG), Susana Rodriguez (ESP) |
| 2012. augusztus 6. 11:30 (12:30) | (25–15, 25–20, 25–17) Jegyzőkönyv |     |               | Earls Court Exhibition Centre, London Nézőszám: 12 000 Játékvezető: Rolando Cholakian (ARG), Susana Rodriguez (ESP) |

| 2012. augusztus 6. 20:00 (21:00) | Egyesült Államok (USA)            | 3–0 | Tunézia (TUN) | Earls Court Exhibition Centre, London Nézőszám: 11 000 Játékvezető: Georgios Karampetsos (GRE), Mitchell Davidson (CAN) |
| 2012. augusztus 6. 20:00 (21:00) | (25–15, 25–19, 25–19) Jegyzőkönyv |     |               | Earls Court Exhibition Centre, London Nézőszám: 11 000 Játékvezető: Georgios Karampetsos (GRE), Mitchell Davidson (CAN) |

| 2012. augusztus 6. 22:00 (23:00) | Brazília (BRA)                    | 3–0 | Németország (GER) | Earls Court Exhibition Centre, London Nézőszám: 12 000 Játékvezető: Simone Santi (ITA), Karin Zahorcova (CZE) |
| 2012. augusztus 6. 22:00 (23:00) | (25–21, 25–22, 25–19) Jegyzőkönyv |     |                   | Earls Court Exhibition Centre, London Nézőszám: 12 000 Játékvezető: Simone Santi (ITA), Karin Zahorcova (CZE) |

### Egyenes kieséses szakasz
|  |              |                        |                   |                   |   |                   |                   |                |                |               |               |       |       |
|  | Negyeddöntők | Negyeddöntők           | Negyeddöntők      |                   |   | Elődöntők         | Elődöntők         | Elődöntők      |                |               | Döntő         | Döntő | Döntő |
|  | Negyeddöntők | Negyeddöntők           | Negyeddöntők      |                   |   | Elődöntők         | Elődöntők         | Elődöntők      |                |               | Döntő         | Döntő | Döntő |
|  | augusztus 8. |                        |                   |                   |   |                   |                   |                |                |               |               |       |       |
|  |              |                        |                   |                   |   |                   |                   |                |                |               |               |       |       |
|  | A1           | Bulgária (BUL)         | 3                 |                   |   |                   |                   |                |                |               |               |       |       |
|  | A1           | Bulgária (BUL)         | 3                 | augusztus 10.     |   |                   |                   |                |                |               |               |       |       |
|  | B4           | Németország (GER)      | 0                 |                   |   |                   |                   |                |                |               |               |       |       |
|  | B4           | Németország (GER)      | 0                 |                   |   | Bulgária (BUL)    | Bulgária (BUL)    | 1              |                |               |               |       |       |
|  | augusztus 8. |                        |                   |                   |   | Bulgária (BUL)    | Bulgária (BUL)    | 1              |                |               |               |       |       |
|  |              |                        | Oroszország (RUS) | Oroszország (RUS) | 3 |                   |                   |                |                |               |               |       |       |
|  | A2           | Lengyelország (POL)    | Oroszország (RUS) | Oroszország (RUS) | 3 | 0                 |                   |                |                |               |               |       |       |
|  | A2           | Lengyelország (POL)    |                   |                   |   | 0                 | augusztus 12.     |                |                |               |               |       |       |
|  | B3           | Oroszország (RUS)      | 3                 |                   |   |                   |                   |                |                |               |               |       |       |
|  | B3           | Oroszország (RUS)      | 3                 |                   |   | Oroszország (RUS) | Oroszország (RUS) | 3              |                |               |               |       |       |
|  | augusztus 8. |                        |                   |                   |   | Oroszország (RUS) | Oroszország (RUS) | 3              |                |               |               |       |       |
|  |              |                        | Brazília (BRA)    | Brazília (BRA)    | 2 |                   |                   |                |                |               |               |       |       |
|  | A3           | Argentína (ARG)        | Brazília (BRA)    | Brazília (BRA)    | 2 | 0                 |                   |                |                |               |               |       |       |
|  | A3           | Argentína (ARG)        | augusztus 10.     |                   |   | 0                 |                   |                |                |               |               |       |       |
|  | B2           | Brazília (BRA)         | 3                 |                   |   |                   |                   |                |                |               |               |       |       |
|  | B2           | Brazília (BRA)         | 3                 |                   |   | Brazília (BRA)    | Brazília (BRA)    | 3              | Bronzmérkőzés  | Bronzmérkőzés | Bronzmérkőzés |       |       |
|  | augusztus 8. |                        |                   |                   |   | Brazília (BRA)    | Brazília (BRA)    | 3              | Bronzmérkőzés  | Bronzmérkőzés | Bronzmérkőzés |       |       |
|  |              |                        | Olaszország (ITA) | Olaszország (ITA) | 0 |                   |                   | augusztus 12.  | augusztus 12.  | augusztus 12. |               |       |       |
|  | A4           | Olaszország (ITA)      | Olaszország (ITA) | Olaszország (ITA) | 0 | 3                 |                   | augusztus 12.  | augusztus 12.  | augusztus 12. |               |       |       |
|  | A4           | Olaszország (ITA)      |                   |                   |   |                   |                   | Bulgária (BUL) | Bulgária (BUL) | 1             |               |       |       |
|  | B1           | Egyesült Államok (USA) | 0                 |                   |   |                   |                   | Bulgária (BUL) | Bulgária (BUL) | 1             |               |       |       |
|  | B1           | Egyesült Államok (USA) | 0                 |                   |   | Olaszország (ITA) | Olaszország (ITA) | 3              |                |               |               |       |       |
|  |              |                        |                   |                   |   | Olaszország (ITA) | Olaszország (ITA) | 3              |                |               |               |       |       |

#### Negyeddöntők
| 2012. augusztus 8. 14:00 (15:00) | Argentína (ARG)                   | 0–3 | Brazília (BRA) | Earls Court Exhibition Centre, London Nézőszám: 11 500 Játékvezető: Andrej Zenovics (RUS), Simone Santi (ITA) |
| 2012. augusztus 8. 14:00 (15:00) | (19–25, 17–25, 20–25) Jegyzőkönyv |     |                | Earls Court Exhibition Centre, London Nézőszám: 11 500 Játékvezető: Andrej Zenovics (RUS), Simone Santi (ITA) |

| 2012. augusztus 8. 16:00 (17:00) | Egyesült Államok (USA)            | 0–3 | Olaszország (ITA) | Earls Court Exhibition Centre, London Nézőszám: 14 000 Játékvezető: Vang Ning (CHN), Georgios Karampetsos (GRE) |
| 2012. augusztus 8. 16:00 (17:00) | (26–28, 20–25, 20–25) Jegyzőkönyv |     |                   | Earls Court Exhibition Centre, London Nézőszám: 14 000 Játékvezető: Vang Ning (CHN), Georgios Karampetsos (GRE) |

| 2012. augusztus 8. 19:30 (20:30) | Lengyelország (POL)               | 0–3 | Oroszország (RUS) | Earls Court Exhibition Centre, London Nézőszám: 14,000 Játékvezető: Frans Loderus (NED), Mohamed Shaaban (EGY) |
| 2012. augusztus 8. 19:30 (20:30) | (17–25, 23–25, 21–25) Jegyzőkönyv |     |                   | Earls Court Exhibition Centre, London Nézőszám: 14,000 Játékvezető: Frans Loderus (NED), Mohamed Shaaban (EGY) |

| 2012. augusztus 8. 21:30 (22:30) | Bulgária (BUL)                    | 3–0 | Németország (GER) | Earls Court Exhibition Centre, London Nézőszám: 12 000 Játékvezető: Hóbor Béla (HUN), Denny Lassi (DOM) |
| 2012. augusztus 8. 21:30 (22:30) | (25–20, 25–16, 25–14) Jegyzőkönyv |     |                   | Earls Court Exhibition Centre, London Nézőszám: 12 000 Játékvezető: Hóbor Béla (HUN), Denny Lassi (DOM) |

#### Elődöntők
| 2012. augusztus 10. 15:00 (16:00) | Bulgária (BUL)                           | 1–3 | Oroszország (RUS) | Earls Court Exhibition Centre, London Nézőszám: 13 500 Játékvezető: Vang Ning (CHN), Denny Lassi (DOM) |
| 2012. augusztus 10. 15:00 (16:00) | (21–25, 15–25, 25–23, 23–25) Jegyzőkönyv |     |                   | Earls Court Exhibition Centre, London Nézőszám: 13 500 Játékvezető: Vang Ning (CHN), Denny Lassi (DOM) |

| 2012. augusztus 10. 19:30 (20:30) | Brazília (BRA)                    | 3–0 | Olaszország (ITA) | Earls Court Exhibition Centre, London Nézőszám: 14 000 Játékvezető: Tano Akihiko (JPN), Ibrahim Al-Naama (QAT) |
| 2012. augusztus 10. 19:30 (20:30) | (25–21, 25–12, 25–21) Jegyzőkönyv |     |                   | Earls Court Exhibition Centre, London Nézőszám: 14 000 Játékvezető: Tano Akihiko (JPN), Ibrahim Al-Naama (QAT) |

#### Bronzmérkőzés
| 2012. augusztus 12. 9:30 (10:30) | Bulgária (BUL)                           | 1–3 | Olaszország (ITA) | Earls Court Exhibition Centre, London Nézőszám: 12 000 Játékvezető: Frans Loderus (NED), Rolando Cholakian (ARG) |
| 2012. augusztus 12. 9:30 (10:30) | (19–25, 25–23, 22–25, 21–25) Jegyzőkönyv |     |                   | Earls Court Exhibition Centre, London Nézőszám: 12 000 Játékvezető: Frans Loderus (NED), Rolando Cholakian (ARG) |

#### Döntő
| 2012. augusztus 12. 13:00 (14:00) | Oroszország (RUS)                              | 3–2 | Brazília (BRA) | Earls Court Exhibition Centre, London Nézőszám: 14 500 Játékvezető: Hóbor Béla (HUN), Tano Akihiko (JPN) |
| 2012. augusztus 12. 13:00 (14:00) | (19–25, 20–25, 29–27, 25–22, 15–9) Jegyzőkönyv |     |                | Earls Court Exhibition Centre, London Nézőszám: 14 500 Játékvezető: Hóbor Béla (HUN), Tano Akihiko (JPN) |

| A 2012. évi nyári olimpiai játékok férfi röplabdatornájának olimpiai bajnoka |
| · OROSZORSZÁG · 1. cím                                                       |
| ---------------------------------------------------------------------------- |

### Végeredmény
A torna hivatalos végeredménye:
| Helyezés | Csapat                 |
| -------- | ---------------------- |
| Arany    | Oroszország (RUS)      |
| Ezüst    | Brazília (BRA)         |
| Bronz    | Olaszország (ITA)      |
| 4.       | Bulgária (BUL)         |
| 5.       | Argentína (ARG)        |
| 5.       | Németország (GER)      |
| 5.       | Lengyelország (POL)    |
| 5.       | Egyesült Államok (USA) |
| 9.       | Ausztrália (AUS)       |
| 9.       | Szerbia (SRB)          |
| 11.      | Nagy-Britannia (GBR)   |
| 11.      | Tunézia (TUN)          |